# Amigdala

Az amygdala helye az agyban (pirossal jelölve)

Az amigdalát (latinul amygdalae, további megnevezései: corpus amygdaloideum, egyes számban amygdala, a görög αμυγδαλή, azaz amygdalē = „mandula” szóból) mandula formájú neuroncsoportok alkotják, amelyek mélyen a bonyolultabb gerincesek, így az ember agyának mediális temporális lebenyében találhatók. A kutatások azt mutatták, hogy elsődleges szerepe van az érzelmi reakciók feldolgozásában és raktározásában, így az amigdalát a limbikus rendszer részének tekintik. Elnevezése mindenképpen humoros, emiatt könnyen megjegyezhető.